# Алькарас
Алькарас (ісп. Alcaraz) — муніципалітет в Іспанії, у складі автономної спільноти Кастилія-Ла-Манча, у провінції Альбасете. Населення — 1642 особи (2010).
Муніципалітет розташований на відстані близько 220 км на південний схід від Мадрида, 65 км на південний захід від Альбасете.
На території муніципалітету розташовані такі населені пункти: (дані про населення за 2010 рік)
- Алькарас: 1333 особи
- Каналеха: 29 осіб
- Ель-Оркахо: 31 особа
- Ла-Ос: 22 особи
- Ель-Хардін: 178 осіб
- Ла-Места: 9 осіб
- Соланілья: 40 осіб

## Демографія
Динаміка населення (INE ):

## Галерея зображень

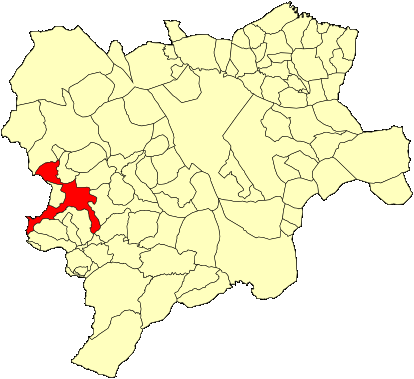
Розташування муніципалітету у провінції Альбасете
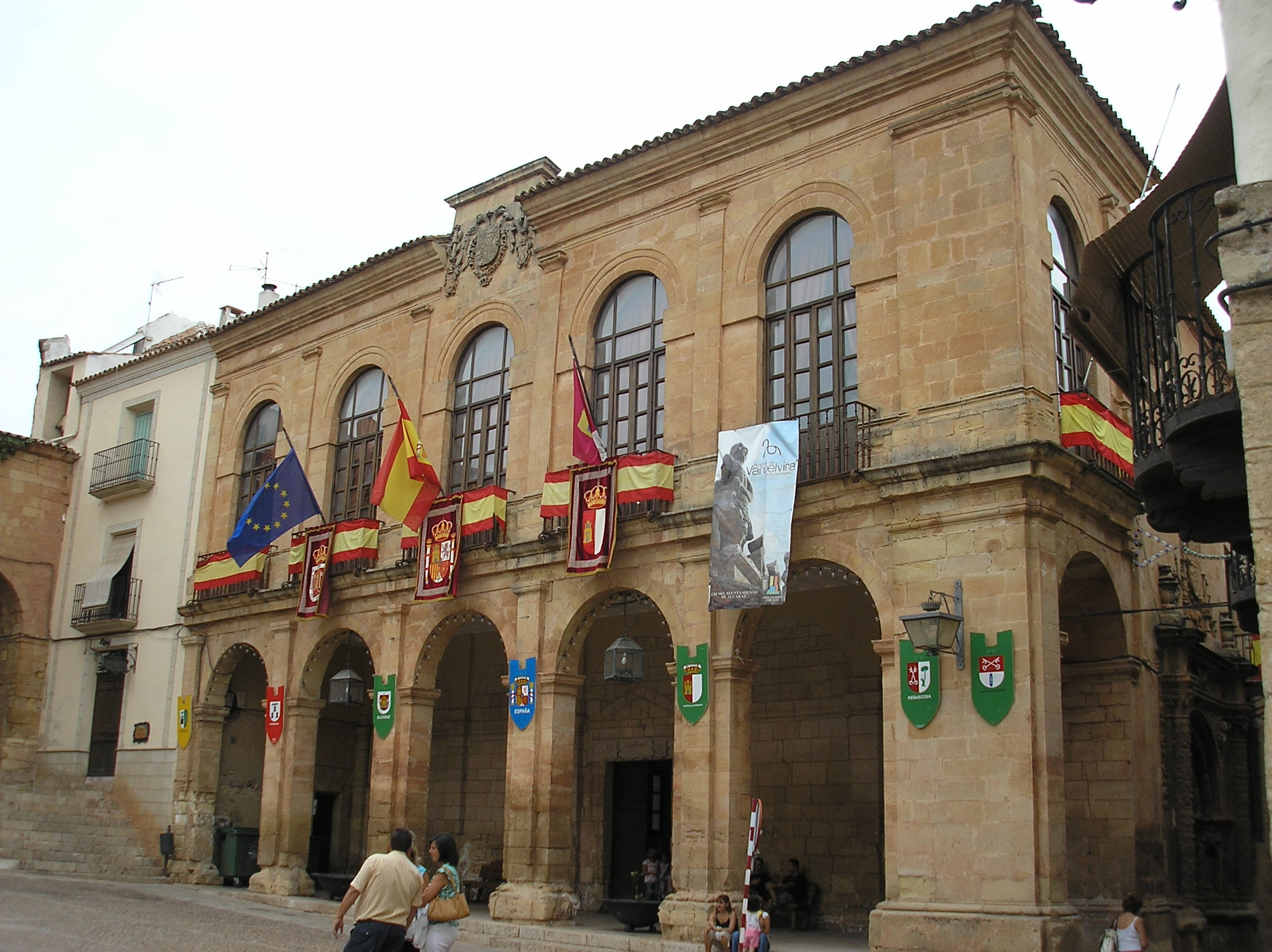
Алькарас. Муніципальна рада
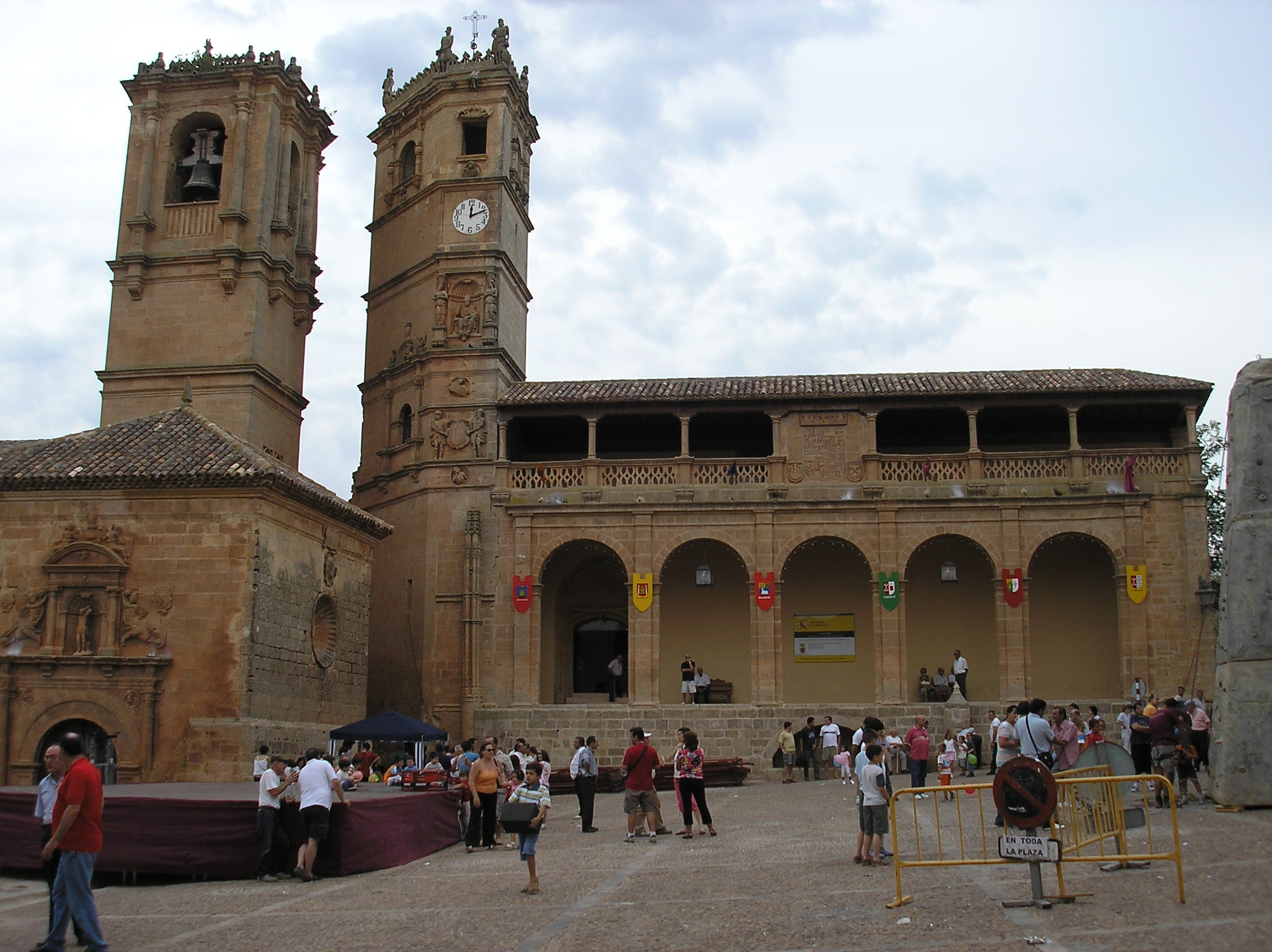
Алькарас. Площа